# Lycopane
Le lycopane (C40H82 ; 2,6,10,14,19,23,27,31-octaméthyldotriacontane) est un isoprénoïde alcane à 40 atomes de carbone. C'est un biomarqueur largement présent qui est souvent trouvé dans des environnements anoxiques. Il a été identifié dans des sédiments lacustres déposés de manière anoxique (tels que la formation de Messel et le gisement de schiste bitumineux de Condor). Il a été trouvé dans des environnements hypersalins sulfurés et anoxiques (tels que la formation de Sdom). Il a été largement identifié dans les sédiments marins modernes, notamment dans la zone de remontée d'eau du Pérou, la mer Noire et la fosse du bassin de Cariaco au Venezuela. Il n'a été trouvé que rarement dans les pétroles bruts.

## Origines biologiques
La voie de production du lycopane n'a pas été identifiée de manière concluante. Il existe plusieurs théories sur ses origines/production.

### Archées méthanogènes
Certaines des premières théories sur la biosynthèse du lycopane s'articulent autour de sa production anaérobie par des archées méthanogènes. Le lycopane a été observé dans des sédiments marins récents dans des contextes où une activité méthanogène se produit. Dans les sédiments plus anciens, l'activité méthanogène est plus difficile à déterminer de manière concluante, car le méthane peut migrer d'autres couches et ne pas nécessairement être un produit de cette période géologique. Il est possible que les alcanes isoprénoïdes tels que le lycopane servent de biomarqueurs pour la méthanogénèse et les archées méthanogènes.
Le lycopane n'a pas encore été directement isolé dans un organisme biologique, donc son lien avec les archées méthanogènes est une conjecture. Cependant, le processus a été identifié dans un autre alcane isoprénoïde : le squalane. Au départ, on ne pensait pas que le squalane était directement synthétisé biologiquement, mais on a plus tard déterminé qu'il était présent dans les archées.
Certains tétraterpénoïdes acycliques insaturés (structurellement similaires au lycopane) ont été détectés dans Thermococcus hydrothermalis, une archée des sources hydrothermales des grands fonds. Le lycopane a également été trouvé aux côtés d'éthers archaïques dans certains sédiments marins. Ces découvertes étayent l'hypothèse d'une origine méthanogène du lycopane, mais elles ne sont pas concluantes. De plus, le lycopane a été identifié dans des colonnes d'eau contenant du sulfate, ce qui est potentiellement un argument contre l'origine méthanogène du lycopane. Les méthanogènes ne sont généralement pas répandus dans les environnements riches en sulfate.

### Diagenèse du lycopène
Le lycopane peut provenir de la diagenèse d'un précurseur insaturé tel que le lycopène, un caroténoïde abondamment présent dans les organismes photosynthétiques. Chez les cyanobactéries, le lycopène peut être un intermédiaire important dans la biosynthèse d'autres caroténoïdes. La diagenèse, qui fait référence de manière générale aux changements physiques et chimiques qui se produisent pendant la fossilisation du matériel biologique, peut inclure l'hydrogénation et la transformation de précurseurs insaturés en dérivés d'alcanes. Une certaine réduction diagénétique dépendante du temps des doubles liaisons dans les caroténoïdes a été observée dans les sédiments marins.
Aucun processus diagénétique géochimique direct pour la transformation du lycopène en lycopane pendant la sédimentation n'a été déterminé. Cependant, ce processus a été identifié dans d'autres caroténoïdes (par exemple, du carotène en carotane). Le soufre a été proposé comme agent général dans la diagenèse des alcènes isoprénoïdes en alcanes. Un polysulfure (avec du soufre se liant aux carbones insaturés) pourrait éventuellement produire des alcanes isoprénoïdes, car les liaisons carbone-soufre sont plus faibles que les liaisons carbone-carbone. Des preuves expérimentales à l'appui de cette théorie ont été recueillies, mais elles n'ont été démontrées dans aucun échantillon de sédiment.

### Photoautotrophes marins
Il a également été émis l'hypothèse que le lycopane est directement synthétisé par des photoautotrophes marins tels que les cyanobactéries ou les algues vertes. Le lycopène est abondamment présent dans les organismes photosynthétiques marins ; il est possible qu'il soit le précurseur d'une voie de conversion du lycopène en lycopane. La détection du lycopa-14(E),18(E)-diène dans l'algue verte Botryococcus braunii renforce cette théorie, car la conversion du lycopadiène en lycopane serait plus simple et plus réalisable que celle du lycopène en lycopane.

## Techniques de mesure

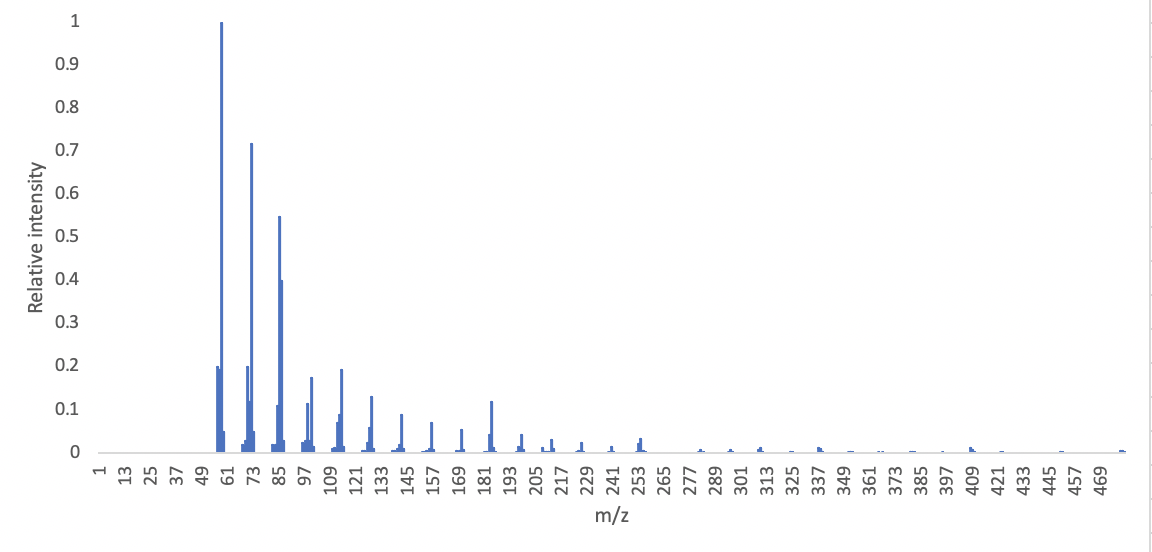
Spectre de masse du lycopane.

### CPG-SM
La chromatographie en phase gazeuse couplée à la spectrométrie de masse est un outil courant pour détecter et analyser les biomarqueurs. Selon la phase stationnaire utilisée dans la colonne, le lycopane a tendance à co-éluer avec l'alcane n-C35. Sa liaison queue-à-queue produit des fragments de masse diagnostiques. Le spectre de masse présente un modèle de fragmentation périodique.

### Spectroscopie Raman
La spectroscopie Raman, une technique d'analyse non destructive sans préparation d'échantillon, est un outil puissant pour analyser les biomarqueurs. Le lycopène, le caroténoïde insaturé dont le lycopane peut être dérivé, présente un spectre Raman très caractéristique qui est facilement distinguable. Le spectre du lycopane diffère par une bande forte à 1455 cm−1 (cisaillement CH2), une série de bandes de 1390-1000 cm−1 (étirement C-C) et quelques bandes de 1000-800 cm−1 (balancement dans le plan du méthyle et flexion hors plan C-H).

### Analyse des isotopes stables
La quantité de Carbone 13 présente dans le lycopane trouvé dans les sédiments peut donner des indications sur son producteur, en particulier en différenciant entre l'origine méthanogène et algaire. Des niveaux plus faibles de 13C suggèrent que le composé est originaire des méthanogènes, tandis que des niveaux plus élevés soutiennent une origine algaire. Le niveau élevé de 13C trouvé dans le lycopane de schiste de Messel (-20,8‰) suggère un producteur d'algues.

## Utilisation comme biomarqueur (régions de remontée d'eau en mer d'Arabie et au Pérou)
Des travaux récents ont proposé des niveaux élevés de lycopane comme indicateur de l'anoxie. Lorsque le rapport n-alcane C35/C31 a été calculé à l'intérieur et à l'extérieur de la zone minimale d'oxygène dans la mer d'Arabie, les rapports à l'intérieur de la zone minimale d'oxygène étaient environ deux à trois fois plus élevés qu'à l'extérieur de cette zone. Il a été déterminé que ce rapport accru était dû à la présence de lycopane, qui coélue avec le n-alcane C35. Ainsi, il a été déterminé que le rapport lycopane/C31 est corrélé au degré d'anoxie. Des tendances similaires ont été observées dans la région de remontée d'eau du Pérou. Cela renforce encore la viabilité de l'abondance du lycopane comme indicateur d'anoxie/anoxie et apporte un soutien supplémentaire à l'origine méthanogène du lycopane.

## Potentiel astrobiologique
L'un des défis de la recherche de vie sur d'autres planètes réside dans les limites pratiques de l'instrumentation. Bien que la chromatographie en phase gazeuse-spectrométrie de masse ou la spectroscopie RMN puissent fournir des preuves sans équivoque de l'existence de biomarqueurs, il n'est pas pratique d'inclure ces instruments dans des engins spatiaux hautement optimisés. La spectroscopie Raman est devenue une technique de pointe en raison de sa sensibilité, de sa miniaturisation et de l'absence de préparation d'échantillon.
Les caroténoïdes suscitent depuis longtemps un intérêt astrobiologique en raison de leurs spectres Raman diagnostiques, de leur improbabilité d'être synthétisés de manière abiotique et de leur potentiel de conservation élevé,. Des travaux récents ont indiqué que le spectre Raman du lycopane est suffisamment différent de celui du lycopène. Les deux molécules sont distinguables. Bien que les caroténoïdes fonctionnalisés soient en eux-mêmes un biomarqueur astrobiologique attrayant, la détection de leurs produits diagénétiques peut être tout aussi caractéristique de la vie extraterrestre. La détection de lycopane diagénétiquement réduit sur d'autres corps planétaires peut être une indication sans ambiguïté de vie, car la diagenèse se produit lors de la fossilisation biologique.